# 許美德
许美德，SBS（1945年8月15日—），为加拿大多伦多大学安大略教育研究院 （页面存档备份，存于）教授，著名比较教育学家和中国高等教育专家。她在亚洲从事了将近三十年的教育研究工作，20世纪80年代初在上海复旦大学担任外籍专家，曾任加拿大驻华大使馆教育、科学与文化首席参赞（1989-1991），日本名古屋大学客座教授（1996），香港教育学院校長（1997-2002）。
许美德教授毕业于加拿大多伦多大学，获英国伦敦大学教育研究院硕士及博士学位，师从著名英国比较教育学家霍姆斯（Brian Holmes） (1920-1993)， 后者以杜威的反省思维理论和波普尔的批判二元论为依据,提出比较教育的重要方法--问题法。
许美德教授撰写及编辑了十余部著作，在权威杂志上发表论文近八十篇。她的最新著作《比较教育视角下的中国：许美德文选》在2014年11月出版，入选Routledge世界教育家文集。其他著作包括与李军、林静、查强合著的《21世纪中国大学肖像：向大众化高等教育的转型》（香港：香港大学比较教育研究中心，2011），与卡伦·芒迪、凯西·比克莫尔等合编《比较与国际教育导论：教师面临的问题》（纽约：师范学院出版社，2008；多伦多：加拿大学者出版社，2008），《思想肖像：中国知名教育家的故事》（香港：香港大学比较教育研究中心；Springer,2006）。 
许美德教授曾获多项荣誉，包括伦敦大学教育研究院名誉院士（1998）、香港特别行政区银紫荆星章（2002）、法国政府学术界棕榈叶高等骑士勋章（2002）、国际与比较教育学会荣誉院士（2011）。2012年她担任新加坡南洋理工大学国立教育研究院讲座教授。
许美德教授培养了一个积极活跃的博士团队，她所培养的博士在中国大陆、香港、新加坡、日本、马来西亚、印度、越南、泰国、柬埔寨、法国、比利时、爱沙尼亚、挪威、格陵兰岛、坦桑尼亚、南非、委内瑞拉、伊拉克、阿联酋、加拿大和美国等地持续进行高等教育领域的实地研究。